# 제6공수사단의 팔레스타인 주둔

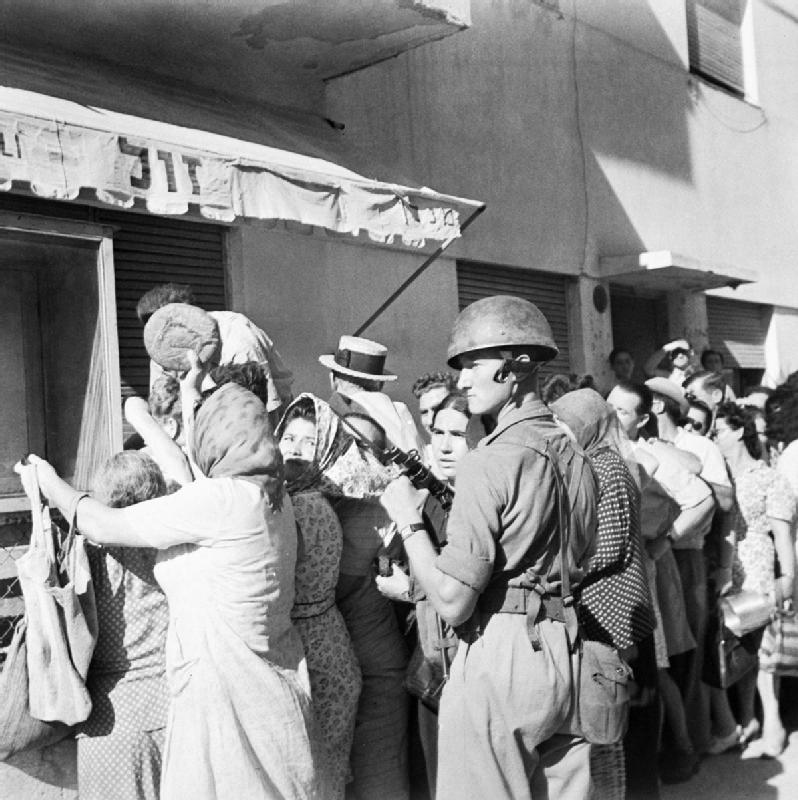
영국 제6공수사단 병사가 텔아비브의 한 빵집 밖에서 질서를 유지하고 있다.

팔레스타인에 주둔한 제6공수사단은 처음에는 제국 전략 예비군으로 이 지역에 배치되었다. 이 부대는 대영 제국의 모든 지역에 신속하게 대응할 수 있도록 배치된 기동 평화 유지군으로 구상되었다. 실제로 이 사단은 1945년부터 1948년까지 내부 보안 임무에 참여했다.
팔레스타인은 제1차 세계 대전이 끝난 후 팔레스타인 위임통치령이었다. 위임 통치 조건에 따라 영국은 국가의 정부와 안보를 책임졌다. 팔레스타인에 유대인 조국을 건설하는 것은 영국의 오랜 목표였으며, 1922년부터 1939년 사이에 25만 명이 넘는 유대인 이민자들이 이 나라에 도착했다. 그러나 아랍인의 저항과 제2차 세계 대전으로 인해 영국은 이민을 제한했다. 이 시기에는 유대인 저항 운동도 부상했으며, 결국 영국 당국과 충돌하게 되었다.
제6공수사단이 증가하는 테러 활동에 대응하여 도착했을 때, 사단은 포위 및 수색 작전, 호송대 및 주요 시설 경비를 담당하는 내부 보안 임무에 참여했다. 상황이 악화되자 사단 병사들은 도시를 순찰하고, 통행금지령을 시행하며, 민간인 인구의 폭동을 진압해야 했다. 또한 유대인 및 아랍인 거주지를 종파간 폭력으로부터 보호했다. 이로 인해 사단에 손실이 없었던 것은 아니며, 이 기간 동안 여러 명의 사단원이 사망하거나 부상을 입었다.
영국 위임통치 기간의 종료는 영국 육군의 전후 평시 수준으로의 감축과 동시에 이루어졌으며, 사단의 병력은 점진적으로 감소했다. 팔레스타인에서의 임기 말에는 사단의 병력이 실제적으로 여단 규모 미만으로 축소되었다. 1948년에 팔레스타인에서 철수한 직후 해체되었다.

## 배경
1922년 7월, 영국 팔레스타인 위임통치가 수립되었다. 위임 통치 조건에 따라 영국은 국가의 정부와 방어, 그리고 유대인 조국 건설을 책임졌다. 그리고 1922년 9월, 국제연맹과 영국은 요르단강 동쪽의 땅에는 유대인 조국이 형성되지 않을 것이라고 결정했다. 이 지역은 대신 요르단 하심 왕국으로 알려진 별도의 국가가 되었다.
영국의 장려를 받아 1919년에서 1939년 사이에 주로 유럽에서 온 26만 5천 명의 유대인 이민자들이 팔레스타인에 정착했다. 이러한 이민 유입에 대한 아랍인의 저항과 폭력은 1937년에 절정에 달했으며, 필 위원회는 아랍인 국가와 유대인 국가 두 개를 형성하여 국토를 분할할 것을 권고했다. 그리고 1939년 5월, 영국은 1939년 백서에서 유대인 이민자 수를 7만 5천 명으로 제한했다.
1945년 말까지 유대인 이민은 거의 7만 5천 명의 백서 제한에 도달했다. 아랍인의 우려로 인해 영국은 이민에 대한 추가 제한을 가했다. 홀로코스트의 규모가 알려졌을 때조차도 영국의 입장은 변함이 없었다. 이는 영국 당국, 불법 유대인 이민자, 그리고 급진 시온주의 단체들 간의 피할 수 없는 대결로 이어졌다. 유대인 공동체 내에서는 영국이 반유대주의를 행하고 있으며 나치 독일과 다를 바 없다는 인식이 널리 퍼졌다. 그러나 1945년부터 1948년 사이에 주로 홀로코스트 생존자들인 8만 5천 명의 유대인 이민자들이 불법적으로 입국했다.

### 유대인 저항 운동

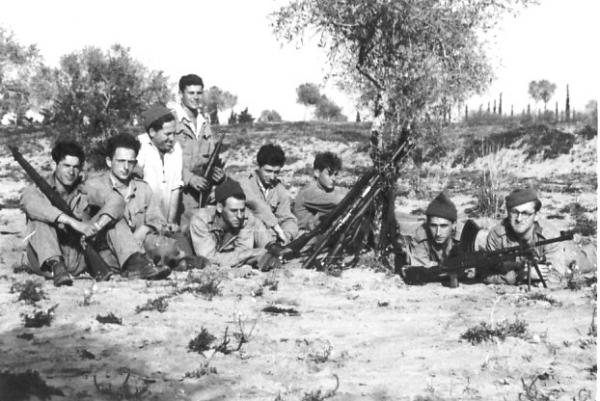
하가나 부대 (1942년–1947년경), 영국 무기들을 혼합하여 무장했다.

이 시기에 여러 기존 유대인 단체들로 구성된 유대인 저항 운동이 결성되었다. 1921년에는 상시군이 아닌 하가나가 창설되어 국가군으로 훈련되었다. 대부분의 유대인 남성과 일부 여성은 가입이 의무화되었다. 제2차 세계 대전 이후에는 대량의 잉여 무기를 확보하여 회원들을 무장시켰다. 하가나는 유럽에서 이민자들을 들여와 유대인 인구를 늘리는 것을 최우선 과제로 삼았다. 공격 전에 항상 사전에 통보하여 해당 지역의 보안 요원들이 대피할 수 있도록 노력했다.
제2차 세계 대전 중 추축국이 중동에 위협을 가하자, 하가나는 상설 정예 부대인 팔마흐를 조직했다. 1947년까지 이 조직은 약 2,200명의 회원을 보유했다. 팔마흐 회원들은 군사 규율을 따랐으며, 이들 중 다수는 전쟁 중 영국군에서 복무했다.
1937년, 하가나 방식에 불만을 품은 분리주의 단체가 결성되었다. 이 단체는 이스라엘 땅의 민족 군사 조직 또는 줄여서 이르군이라고 불렸다. 이들은 1944년에 정부에 대한 폭력 캠페인을 시작하여 여러 차례 테러 공격을 감행했다. 1945년까지 이르군은 약 1,500명의 회원을 보유한 것으로 추정되었다. 세 번째 그룹은 레히였으며, 이는 "이스라엘 자유를 위한 투사들"의 히브리어 약자로, 영국 언론에서는 슈테른 갱으로 알려졌다. 레히의 회원 수는 약 50명에 불과했다. 이들은 전쟁 중 이탈리아인 및 독일인과 협력하는 것을 고려했던 유일한 유대인 그룹이었으며, 전쟁 후에는 영국 당국 구성원들을 암살했다. 1946년까지 이르군과 레히 모두 영국에 전쟁을 선포했다.

### 영국 제6공수사단
이름과는 달리, 제6공수사단은 제2차 세계 대전 동안 영국 육군이 창설한 두 개뿐인 공수 사단 중 하나였다. 팔레스타인에 배치되기 전, 이 사단은 유럽에서만 복무했다. 1944년 6월 노르망디 상륙에 참전했으며, 이후 12월에는 벌지 전투에 참전했다. 1945년 3월 라인강 도하 이후, 6주 동안 독일 전역을 가로질러 발트해까지 진격했다.

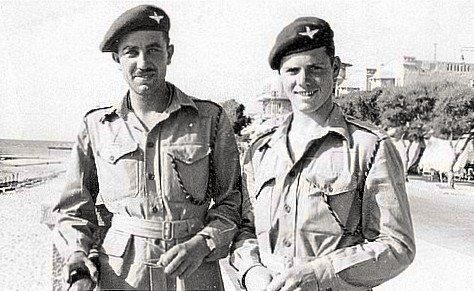
팔레스타인에 주둔한 낙하산 연대 대원들.

유럽에서의 전쟁 종결 시점에, 이 사단은 버마로 파견되어 제44인도공수사단과 함께 공수 군단을 형성할 계획이었다. 그러나 히로시마·나가사키 원자폭탄 투하와 일본의 항복으로 전쟁이 끝나고 영국의 계획이 변경되었다. 제6공수사단은 제국 전략 예비군으로 지명되었다. 영국 왕립 공군의 병력 수송 부대와 함께, 이들은 중동에 위치하여 대영 제국의 신속 대응 평화 유지군으로 활용될 예정이었다. 초기에는 제283RAF비행단에 620 및 644 두 개의 수송기 편대가 병력 수송을 위해 가용했다.
1945년 9월, 사단은 공수 훈련을 위해 해당 지역으로 향하는 중이었다. 그러나 팔레스타인의 상황은 악화되고 있었다. 사단이 도착했을 때, 훈련 대신 내부 보안에 배치되었다.
제2차 세계 대전 동안, 사단은 제3공수여단과 제5공수여단으로 구성되었으며, 둘 다 공수 보병으로 이루어져 있었다. 또한 제6공수상륙여단은 글라이더 보병으로 구성되어 있었다. 그러나 제5공수여단은 사단 본대보다 먼저 인도로 파견되었다. 그래서 사단이 중동으로 파견되었을 때, 제2공수여단이 병력을 보충하기 위해 배속되었다. 1946년 5월, 제1공수사단이 해체된 후, 제1공수여단이 사단에 합류하여 제6공수상륙여단을 대체했다. 1946년 8월, 제5공수여단은 극동에서 돌아와 사단에 합류했지만 곧 해체되었다. 다음 주요 인력 변화는 1947년에 일어났는데, 제3공수여단이 해체되고 제2공수여단은 사단의 일부로 남아 있었지만 영국으로 철수했다가 독일로 파견되었다.

## 작전

### 1945년
여전히 전시 사단장이었던 에릭 볼스 소장의 지휘 아래, 사단은 1945년에 팔레스타인에 배치되기 시작했다. 선발대는 9월 15일 도착했고, 전술 본부는 9월 24일, 제3공수여단은 10월 3일, 제6공수상륙여단은 10월 10일, 제2공수여단은 10월 22일 도착했다. 하이파에 해상으로 도착한 새로 도착한 병력은 가자 하위구역의 캠프로 보내져 환경에 적응하고, 영국에서 긴 해상 여행 후 체력을 회복했다. 월말까지 사단 본부는 비르 살림에 설치되었다. 제2공수여단은 가자에 남아있었고, 제3공수여단은 텔아비브와 야파 지역으로 이동했으며, 제6공수상륙여단은 사마리아로 이동했다.

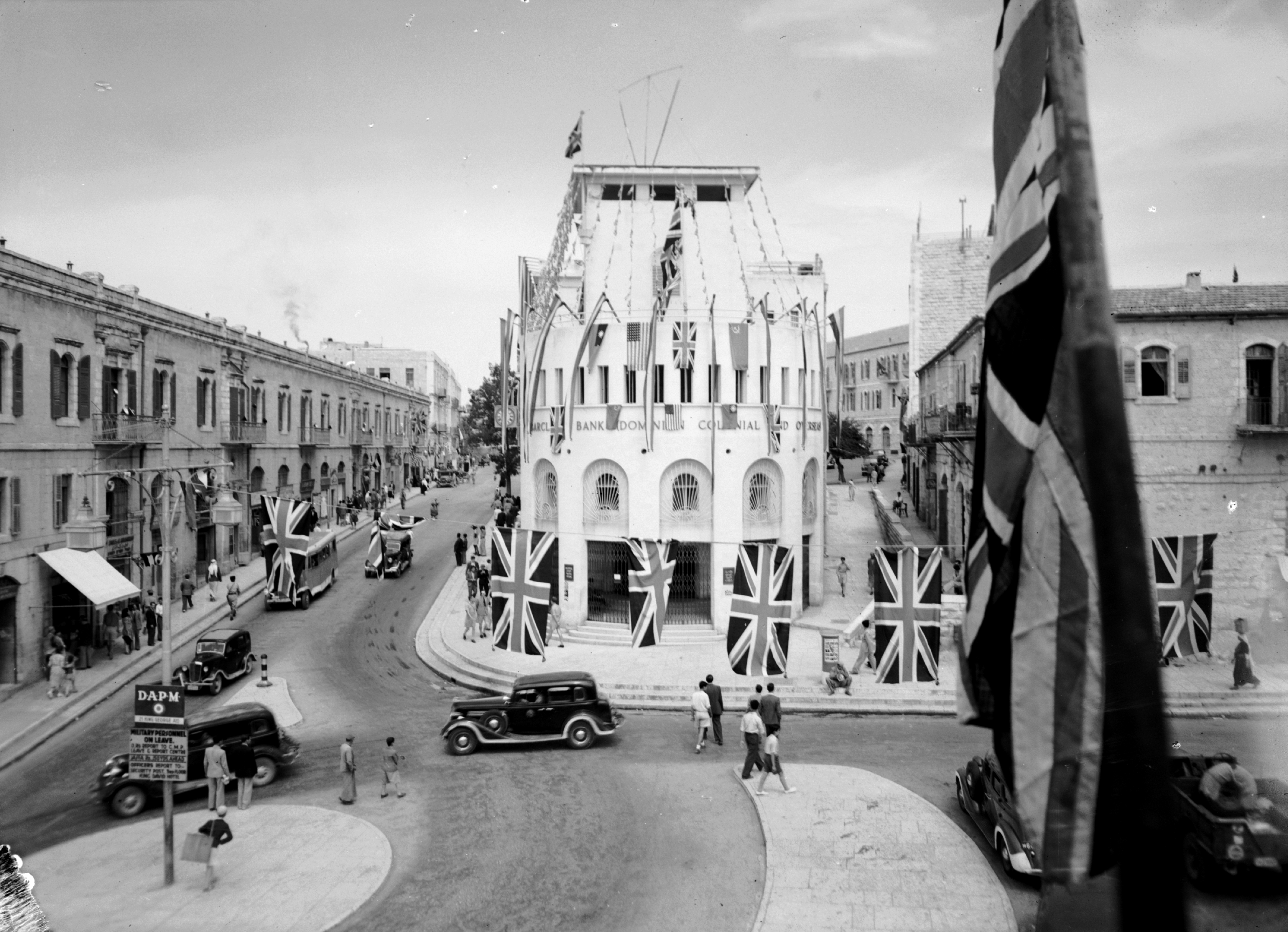
유럽 전승 기념일 (1945년 5월 8일) 당시 예루살렘

사단이 작전에 참여하는 데는 오랜 시간이 걸리지 않았다. 10월 말 사단 지역의 철도가 사보타주된 후 야간 통행금지령을 시행했다. 11월 13일, 영국 정부는 유럽의 유대인들의 상황을 조사하고 아랍인들과 협의하여 당시 월 약 1,500명에 달하던 유대인 이민이 방해받지 않도록 할 것임을 확인했다.
발표가 충분하지 않다는 것에 불만을 품은 유대인 국민 회의는 다음 날 12시간 파업을 조직했다. 텔아비브와 예루살렘의 유대인 지역에서 폭동이 시작되었고, 이로 인해 제3공수여단이 다음 5일 동안 거리를 순찰하기 위해 배치되었다.
제6공수상륙여단이 참여한 첫 번째 작전은 11월 24/25일 밤 팔마흐가 해안경비대 초소 두 곳을 공격한 뒤에 이어졌다. 팔레스타인 경찰대 탐지견들이 공격자들을 리쉬폰과 시드나 알리 정착촌까지 추적했다. 이어진 코르동 수색 작전에서 경찰은 주민들에게 돌을 맞았고, 포위선에 있던 군인들은 다른 정착촌에서 마을로 접근하는 증원군을 막아야 했다. 다음 날인 11월 26일, 경찰은 마을 주민들과 백병전을 벌이다 결국 철수하고, 여단에게 정착촌에 진입하여 법과 질서를 강제할 것을 요청했다. 약 3,000명으로 추정되는 군중을 막기 위해 일부 병력을 포위선에 남겨두고, 나머지 여단은 정착촌에 진입했다. 그곳에서 여러 차례 진압봉을 휘두르며 처음으로 최루제를 사용하여 군중을 해산시켰다. 후속 작전에서 900명이 체포되었다.
연말인 12월 26/27일 밤, 이르군이 경찰서, 팔레스타인 철도 시설, 그리고 영국 육군 무기고 한 곳을 여러 차례 공격했다. 제3공수여단은 다시 텔아비브에 야간 통행금지령을 시행했다. 그리고 12월 29일, 이르군 공격에 연루된 이르군 회원들을 색출하기 위한 라마트간 수색 작전인 핀테일 작전에 참여했다. 여단은 1,500명의 주민을 심문하여 89명을 체포했다.

### 1946년
1946년의 첫 임무는 1월 8일 작전 헤브론이었다. 이번 목표는 제3공수여단과 경찰이 리숀레지온 마을을 포위하고 수색하는 것이었으며, 이 과정에서 55명의 용의자가 체포되었다. 나머지 한 달 동안, 여단은 여러 소규모 작전에 참여했다. 1월 30일 비둘기 작전에서는 텔아비브의 샤피라 지구를 수색했다.

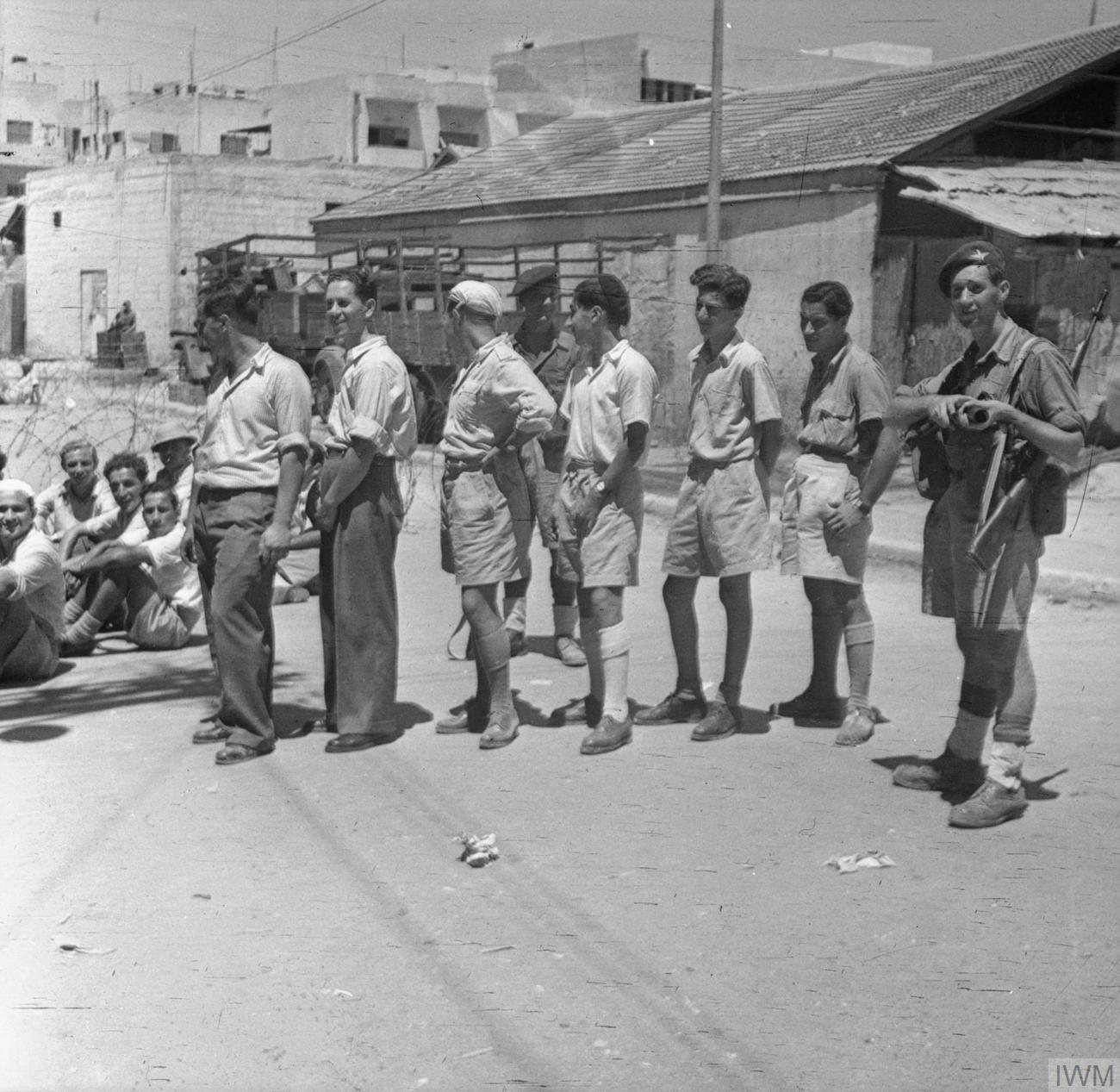
1946년 텔아비브. 경찰과 군 장교의 심문을 기다리는 유대인 민간인들, 낙하산 연대 소속 병사가 경비하고 있다.

3월 5일, 제임스 카셀스 소장이 사단 지휘권을 인계받았다. 사단이 연루된 다음 작전은 4월 2/3일 밤에 이르군 부대가 사단 지역 내 철도 시설을 공격했을 때였다. 입나 철도역과 경찰 초소에 대한 공격이 진행 중이던 중, 제9낙하산대대 소속 이동 순찰대가 도착하여 다리를 건너던 중 지뢰가 폭발했다. 순찰대원 3명이 부상당했지만, 다른 대원들은 사보타주범들을 추격했다. 5대대와 6대대에서 증원군이 도착했다. 아침에 약 30명의 남성이 해당 지역에서 이탈한 흔적이 발견되었다. 수색기가 나중에 그 남성들을 찾아냈고, 제8낙하산대대의 소대에게 그들을 가로채도록 지시했다. 소규모 전투 끝에 14명의 사보타주범이 부상당하고 26명이 포로로 잡혔다.
3월에 제1공수여단이 사단에 합류했다. 제6공수착륙여단은 4월 13일 사단에서 떠났지만, 팔레스타인에 제31독립보병여단으로 남았다. 이는 공수착륙여단의 병력이 두 낙하산여단을 합친 것과 거의 같았기 때문에 사단의 병력을 약 25% 감소시켰다.
4월 25일 20시 45분, 레히는 텔아비브의 사단 주차장에 대한 공격을 감행했다. 그날 밤, 주차장은 제5낙하산대대 소속 병사 10명이 경비하고 있었다. 약 30명의 공격자들은 주차장을 내려다보는 건물에 사격 진지를 구축했다. 공격은 경비 텐트에 폭탄을 던지면서 시작되었다. 총격은 해당 지역의 모든 병사들에게 가해졌고, 20명의 공격자가 주차장을 습격했다. 일단 건물 안으로 들어온 그들은 경비 텐트에 들어가 비무장 병사 4명을 살해하고 총기 거치대에서 무기를 약탈했다. 공격에 대응하여 접근하던 비번 병사 2명도 주차장에 접근하다가 살해되었다. 총 7명의 사단원이 사망했다.
이것은 어떤 공격 형태에 대한 방어시설도 갖추지 않은 영국 육군을 겨냥한 최초의 의도적인 공격이었다. 다음 날 70명의 용의자가 체포되었지만, 그들의 연루 증거는 발견되지 않았다. 공격에 대한 대응으로 영국은 매일 밤 18시부터 06시까지 도로 통행금지령을 부과했으며, 텔아비브의 모든 카페, 레스토랑 및 공개 오락 장소는 20시부터 05시까지 폐쇄되었다. 그러나 이것으로는 사단 일부 구성원들에게는 충분하지 않았고, 그들은 카스티나와 베르 투비아의 유대인 주택을 공격하여 일부 거주자들을 부상시켰다. 연루된 자들은 나중에 영국 육군에 의해 처벌받았다.
보안 서비스에 대한 공격은 6월 19일에 모든 계급에 대해 근무 중이든 아니든 항상 무장하고, 낮에는 두 명씩, 밤에는 세 명씩 이동하라는 명령이 내려질 정도로 증가했다. 6월 말, 사단은 아가타 작전 명령을 받았다. 이 작전은 민간 및 군 인력에 대한 사보타주나 살인에 "묵인했거나" 연루된 것으로 의심되는 유대인 지도자들을 체포하는 것이었다. 아가타 작전은 제6공수사단뿐만 아니라 팔레스타인 경찰과 국내의 모든 다른 육군 부대까지 포함하는 전국적인 작전이었다. 부차적인 목표는 정보를 수집하고 발견되는 팔마흐 대원들을 체포하는 것이었다.
아가타 작전은 6월 29일 04시 15분에 시작되었다. 제2공수여단은 텔아비브를, 제1공수여단은 마아바롯 주변의 유대인 정착촌을, 제3공수여단은 기바트 브레너 주변의 정착촌을 담당했다. 작전은 2,718명의 용의자가 체포된 후 7월 1일에 종료되었다. 많은 이들이 저항 운동과 관련이 없었음에도 불구하고 수색대를 괴롭히거나 요청 시 이름을 밝히기를 거부했다는 이유로 체포되었다. 제6공수사단 단독으로 636명을 체포했으며, 이 중 135명은 팔마흐 대원으로 의심되었고 10명은 유대인 지도자들이었다.

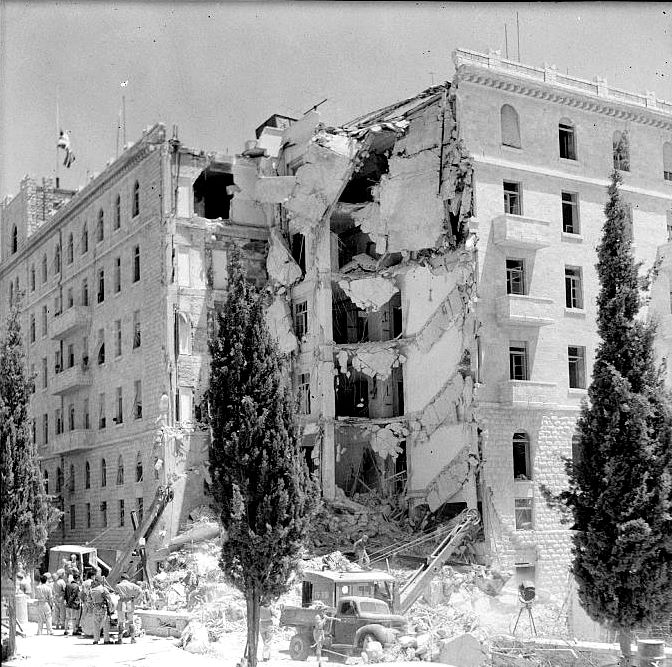
공격 후의 다윗 왕 호텔

다음 주요 사건은 7월 22일 다윗 왕 호텔에 위치한 영국 행정 및 군사 본부가 폭탄 테러를 당한 것이었다. 사단원 중 직접적으로 연루된 사람은 없었지만, 제9공수대대의 영국 왕립 공병대가 생존자를 수색하고 남아있는 건물의 일부를 확보하는 임무를 맡았다. 다음 3일 동안 그들은 6명의 생존자와 91명의 희생자 시신을 발견했다. 책임자를 찾는 데 도움을 주기 위해 제8 및 제9낙하산대대가 7월 23일 예루살렘으로 이동했다.
폭탄 테러에 대한 영국의 대응은 7월 30일 사단이 상어 작전을 수행하면서 이루어졌다. 폭탄 테러범들이 텔아비브에 은신하고 있다고 판단하여, 레히와 이르군 구성원들을 찾기 위해 모든 주택과 건물을 수색하고 주민들을 심문했다. 작전 중에는 도시에 포위망이 형성되었고 주민들에게 통행금지령이 부과되었다. 주민들이 식료품과 기타 필수품을 구매할 수 있도록 통행금지령은 작전 종료 시까지 격일로 두 시간 동안 해제되었다. 사단의 세 낙하산여단은 각각 도시의 4분의 1을 포위 및 수색하는 책임을 맡았고, 나머지 4분의 1은 작전을 위해 사단에 배속된 제2보병여단의 책임이었다. 4일 동안 각 여단은 약 10만 명을 심문했으며, 787명이 추가 심문을 위해 구금되었다. 수색 중에는 4정의 기관총, 23문의 박격포, 176정의 소총과 권총, 12만 7천 발의 탄약이 포함된 5개의 무기 은닉처가 발견되었다. 또한 5만 파운드 상당의 위조 무기명채권, 위조 장비 및 다량의 폭발물도 발견되었다.
사단의 다음 작전은 도로트와 루하마에서 무기를 수색하는 브림 및 일 작전이었다. 이 작전에는 제3 및 제8낙하산대대, 그리고 제9공수대대 왕립 공병대가 참여했다. 두 마을은 8월 28일 새벽에 포위되었다. 다음 6일 동안 정착촌을 수색하여 중기관총과 박격포를 포함한 다량의 다양한 무기가 발견되었다.
그해 남은 몇 달 동안 사단은 철도와 도로망을 순찰했는데, 이들은 지뢰가 설치되고 있었다. 일부 지뢰는 사단 병사들이 해체하려다 사망하게 만들었으며, 그 후 지뢰를 해체하는 대신 폭파하라는 명령이 내려졌다. 그리고 12월 2일, 도로 지뢰로 인해 제2전방관측부대(공수) 소속 병사 4명이 사망했다.
12월 13일에는 지휘권 교체가 있었는데, 캐슬스 소장이 사단을 떠나고 에릭 볼스가 다시 사령관이 되었다.

### 1947년
1946년 12월 29일부터 1월 3일까지 사단의 여단들은 텔아비브에서 7번의 수색 작전을 수행하여 191명을 체포했다. 1월 2일 사단 지역 내 도로에서 여러 차례 공격이 있었다. 한 공격으로 4대대와 제5낙하산대대 병사 8명이 부상을 입었다. 같은 날 레히는 제1낙하산대대 텔아비브 본부를 공격하여 유대인 경찰관 1명을 살해하고 병사 2명과 다른 경찰관 1명을 부상시켰다. 그리고 1월 18일 제6공수사단과 제1보병사단은 위치를 교환하여, 공수사단이 이제 국가의 북부를 책임지게 되었다. 제2낙하산여단은 사단의 일부로 남아 있었지만, 1월 24일 영국으로 철수했다.
북부에 도착하자마자, 제1공수여단은 갈릴래아 지구를, 제3공수여단은 하이파 지구를 책임지게 되었고, 사단 본부는 스텔라 마리스 수도원에 위치했다. 제1공수여단은 또한 넓은 지역을 담당하기 위해 트랜스요르단 국경군과 아랍 군단 대대를 지휘하에 두었다. 북부에서 사단은 주로 국내에서 가장 큰 항구인 하이파 항구의 보안을 담당했으며, 그곳에서 석유 시설, 모술-하이파 송유관을 보호하고 불법 이민자들이 해안에 상륙하는 것을 막았다. 1월 31일, 상황 악화로 인해 모든 비필수 영국 민간인들을 대피시킬 것이라고 발표되었다. 대피는 2월 5일부터 8일까지 하이파에서 제8낙하산대대와 영국 왕립 해군의 통제 아래 이루어졌다.

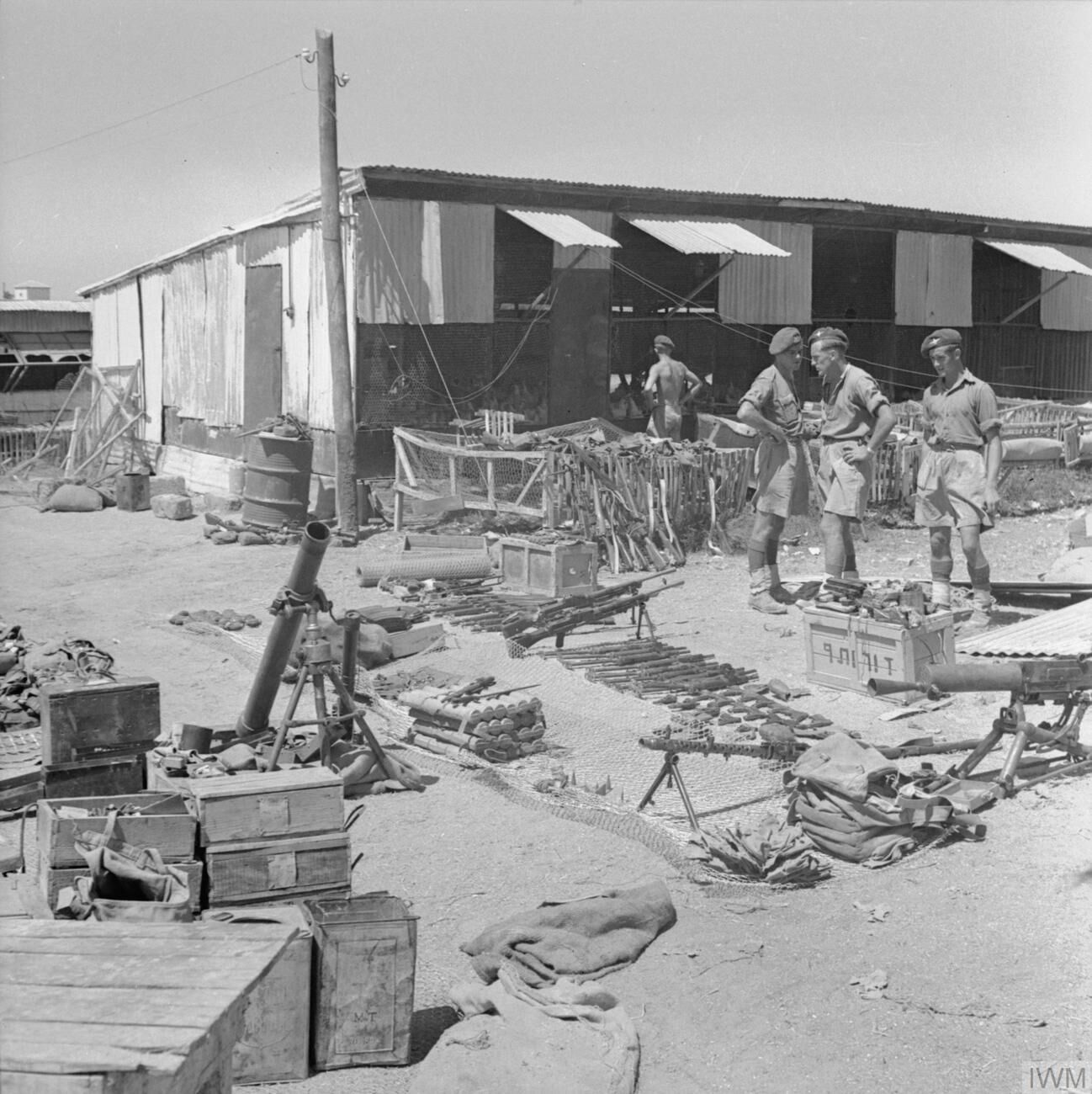
제6공수사단 대원들이 가자 인근 유대인 정착촌 도로트에서 발견된 다양한 무기, 탄약 및 장비를 살펴보고 있다.

5월 4일, 약 40명의 남성으로 구성된 단체가 아크레 교도소 탈출 작전을 감행하여 유대인 41명과 아랍인 214명을 석방했다. 동시에 제2낙하산대대 막사에 박격포 공격이 이루어져 시선을 돌렸다. 교도소에 가장 먼저 도착한 부대는 제1낙하산대대 소속 소대였으며, 35분 후에 도착했다. 대대와 사단 소속 다른 병사들은 교도소에서 가까운 바다에서 목욕 중이었다. 탈출하는 죄수들을 실은 트럭이 한 부대의 장갑차에 발포했다. 탈출 트럭은 목욕객들이 설치한 임시 도로 차단막에 도달하여 총격 아래 충돌했다. 사단 목욕객들은 공격자 4명, 유대인 4명, 아랍인 1명의 탈출범을 사살하고 유대인 13명을 재포획했다. 목욕객들은 짧은 전투 동안 8명이 부상당했다. 이 와중에 제1낙하산여단은 아크레와 주변 지역을 포위했지만, 더 이상 탈출자는 붙잡히지 않았다.
다음 공격은 6월 28일 제9낙하산대대 장교들에 대한 것이었다. 장교들이 식당에서 식사 중일 때 이르군 소속 남자 두 명이 다가와 창문을 통해 기관총을 발사했다. 한 장교는 즉사했고 다른 여러 명이 부상당했다. 장교들은 응사했고 총격범들이 타고 도주하던 차량은 충돌했다. 나중에 검사 결과 그들 중 적어도 한 명이 부상을 입은 것으로 밝혀졌다. 7월 19일 하이파에서 순찰 중이던 경찰관 두 명이 등 뒤에서 총격을 받고 사망했다. 다음 날 제3낙하산여단은 해당 지역을 포위하고 야간 통행금지령을 부과했으며, 이는 7월 30일까지 해제되지 않았다.
사단 지휘권은 8월 19일에 다시 바뀌었으며, 휴 스톡웰 소장이 지휘를 맡았다. 10월, 영국 전쟁 사무소는 사단이 한 개 여단으로 축소될 것이라고 발표했다. 제3낙하산여단은 해체되었고, 제1낙하산여단은 팔레스타인에, 제2낙하산여단은 영국에 남게 되었다. 제1낙하산여단은 하이파에 대한 책임을 맡았고, 모든 임무를 수행하기 위해 미들섹스 연대 제2대대가 여단에 배속되었다.
11월 29일 회의에서 유엔 총회는 1948년 8월 1일에 영국 위임통치령을 종료하기로 결정했다. 팔레스타인은 별도의 아랍 및 유대인 국가로 분할되고, 예루살렘은 국제 도시가 될 것이었다. 유대인 국가는 인구 49만 명의 유대인과 32만 5천 명의 아랍인을 포함하여 국토의 56%를 차지할 것이며, 아랍인 국가는 80만 7천 명의 아랍인과 단 1만 명의 유대인을 포함할 것이었다. 예루살렘의 인구는 약 10만 5천 명의 아랍인과 10만 명의 유대인으로 구성될 것이었다.
12월 13일, 골란고원 반대편의 제파트 마을에서 또 다른 문제가 발생했다. 아랍인과 유대인 주민들 사이에 싸움이 시작된 것이다. 경찰은 군대의 도움을 요청했고, 제8낙하산대대 소속 중대가 이 임무를 맡았다. 아랍인들은 12월 21일 영국군에 발포했지만 부상자는 없었다.

### 1948년

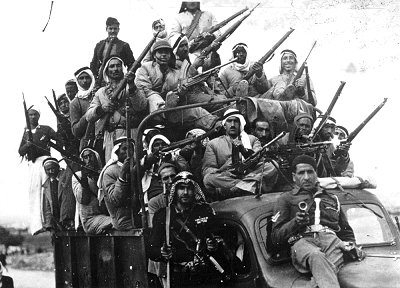
1947년 팔레스타인 아랍인 비정규군

골란고원 지역의 긴장은 여전히 높았고, 1월 9일 시리아에서 국경을 넘은 아랍 해방군의 아랍 비정규군에 의해 유대인 정착촌인 단과 크파르 스졸드가 공격을 받았다. 사단은 즉시 제17/21창기병대의 장갑차 한 대를 각 마을로 파견하여 대응했다. 오후까지 제1낙하산대대가 전투에 합류했으며, 영국 왕립 공군의 항공 지원이 요청되었다. 전투는 아랍군이 철수하면서 끝났고, 그들의 사상자 수는 알려지지 않았다. 유대인 9명이 아랍군에 의해 사망하거나 부상당했지만, 영국군은 부상자가 없었다.
이 지역을 통제하는 데 도움을 주기 위해 크라포스(Craforce)라는 임시 편성이 만들어졌다. 사단 포병 지휘관인 C. H. 콜퀸 여단장의 지휘 아래 사단의 포병대, 제17/21창기병대, 제1낙하산대대, 그리고 아일랜드 근위대 제1대대가 배치되었다. 크라포스는 아랍군과 유대인군 간의 공격을 해체하는 데 관여했다. 아랍군은 영국군을 직접 공격하지는 않았지만, 영국군이 유대인 정착촌에 대한 공격에 개입하려고 할 때 교전했다.
2월에 파우지 알카우크지 지휘하의 아랍 해방군은 약 10,000명 규모로 추정되었다. 매달 약 1,000명의 인근 아랍 국가 자원병들이 합류하는 것으로 믿어졌다.
2월 18일, 제6공수사단이 팔레스타인을 떠나면 해체될 것이라고 발표되었다. 제1낙하산여단은 4월 6일 하이파를 제1근위여단에 인계했다. 점차적으로 사단 부대들은 국가를 떠났다. 사단의 마지막 부대인 사단 본부 일부, 제1낙하산대대, 그리고 제1공수대대 왕립 공병대는 5월 18일 출발했다.

## 여파

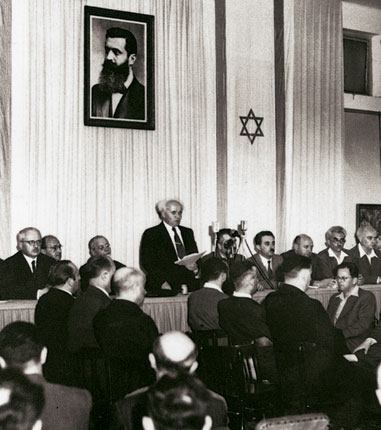
다비드 벤구리온이 이스라엘 독립 선언서를 낭독하고 있다.

제2차 세계 대전 종전 이후, 영국 위임통치령 팔레스타인에서의 캠페인으로 영국은 338명의 사망자를 냈다. 1945년 10월부터 1948년 4월까지 제6공수사단의 사상자는 적대 행위로 인해 사망자 58명, 부상자 236명이었고, 적대 행위와 관련 없는 원인으로 사망한 자는 99명이었다. 유대인 및 아랍인 거주지 수색 중 사단 병사들은 박격포 99문, 기관총 34정, 기관단총 174정, 소총 375정, 권총 391정, 지뢰 97개, 수류탄 2,582개, 탄약 30만 2,530발을 발견했다.
1948년 2월, 제2낙하산여단은 영국에서 독일로 이동하여 주독 영국군의 일부가 되었다. 제6공수사단은 1948년 4월, 영국으로 돌아온 직후 해체되었고, 제2낙하산여단만이 영국 육군에서 유일한 여단 규모의 공수 부대로 남게 되었다.
영국 위임통치령 종료 하루 전인 5월 14일, 팔레스타인 유대인 기구 의장인 다비드 벤구리온은 영국 팔레스타인 위임통치령의 일부였던 지역에 이스라엘 국가 수립을 발표했다. 이 발표는 1948년 아랍-이스라엘 전쟁 발발의 촉매제가 되었다.

## 내용주
각주
1. ↑  제2차 세계 대전 중 약 2만 6천 명의 팔레스타인 유대인들이 영국군에서 복무했다.[8]
2. ↑  이 지역의 회사들은 쉘과 앵글로-아메리칸 석유 회사(에소의 전신)의 합작 투자사인 연합 정유회사 (CRL)와 이라크 석유 회사였다.[61]

인용
1. 1 2  Wilson, p.XIV
2. ↑  “British Rule (1918–1948)”. 이스라엘 외무부. 2011년 10월 6일에 확인함.
3. ↑  “Immigration”. 이스라엘 외무부. 2011년 10월 6일에 확인함.
4. ↑  “Arab Opposition and British Restrictions”. 이스라엘 외무부. 2011년 10월 6일에 확인함.
5. ↑  Cole, p.202
6. 1 2  “Zionist Leaders: David Ben-Gurion 1886–1973”. 이스라엘 외무부. 2011년 7월 13일에 확인함.
7. 1 2 3  Cole, p.203
8. 1 2  “The Holocaust”. 이스라엘 외무부. 2011년 10월 6일에 확인함.
9. ↑  Wilson, pp.10–11
10. ↑  Charters, p.45
11. ↑  “About the Palmach”. Palmach Museum.  8 June 2011에 원본 문서에서 보존된 문서. 14 October 2011에 확인함.
12. ↑  Wilson, p.11
13. ↑  Wilson, p.12
14. ↑  Charters, p.46
15. ↑  Wilson, pp.12–13
16. ↑  Charters, p.74
17. ↑  Ferguson, p.15
18. 1 2  “The British Airborne Assault”. 영국 국방부. 2006년 1월 30일에 원본 문서에서 보존된 문서. 2011년 7월 27일에 확인함.
19. ↑  Ferguson, p.16
20. ↑  Cole, p.193
21. ↑  Tugwell, p.294
22. ↑  Tugwell, p.285
23. ↑  Wilson, pp.212–213
24. ↑  Wilson, pp.214–215
25. ↑  Wilson, pp.216–217
26. ↑  Wilson, p.5
27. ↑  Wilson, pp.5–6
28. ↑  Wilson, p,26
29. ↑  Wilson, p.27
30. ↑  Wilson, pp.31–33
31. 1 2  Wilson, p.35
32. ↑  Wilson, p.42
33. ↑  Wilson, p.44
34. ↑  Wilson, pp.44–45
35. ↑  Cole, p.204
36. ↑  Guard, p.37
37. ↑  Wilson, p.46
38. ↑  Wilson, p.47
39. ↑  Wilson, p.48
40. ↑  Wilson, p.115
41. ↑  Wilson, p.57
42. ↑  Wilson, pp.57–58
43. ↑  Wilson, p.60
44. ↑  Wilson, p.61
45. ↑  Wilson, pp.63–64
46. ↑  Wilson, p.65
47. ↑  Wilson, p.67
48. 1 2  Wilson, p.68
49. ↑  Wilson, p.71
50. ↑  Wilson, pp.79–80
51. ↑  Wilson, pp.85–86
52. ↑  Wilson, p.113
53. ↑  Wilson, p.86
54. ↑  Charters, p.121
55. ↑  Wilson, pp.90–91
56. ↑  Charters, p.89
57. ↑  Wilson, p.92
58. ↑  Cole, p.208
59. ↑  Wilson, p.97
60. 1 2  Wilson, p.100
61. ↑  Wilson, p.99
62. ↑  Wilson, p.102
63. ↑  Wilson, p.104
64. ↑  Wilson, pp.124–125
65. ↑  Wilson, pp.125–126
66. ↑  Wilson, p.127
67. ↑  Wilson, p.131
68. ↑  Wilson, pp.140–143
69. ↑  Wilson, p.143
70. ↑  Wilson, p.152
71. ↑  Wilson, p.153
72. 1 2  “UN Partition Plan”. BBC 뉴스. 2001년 11월 29일. 2011년 10월 7일에 확인함.
73. ↑  Wilson, pp.158–159
74. ↑  Wilson, p.160
75. ↑  Wilson, p.162
76. ↑  Wilson, p.164
77. ↑  Wilson, pp.181–182
78. 1 2  Cole, p.209
79. ↑  Wilson, p.180
80. ↑  “13. Withdrawal”. 국립 육군 박물관. 2011년 10월 7일에 확인함.
81. ↑  Wilson, p.228
82. ↑  Wilson, p.250
83. ↑  Watson and Rinaldi, p.3
84. ↑  Horn, p.26

## 참고 자료
- Charters, David (1989). 《The British Army and Jewish insurgency in Palestine, 1945–47》. London: Macmillan Press in association with King's College, London. ISBN 978-0-333-42278-6.
- Cole, Howard N (1963). 《On Wings of Healing: The Story of the Airborne Medical Services 1940–1960》. Edinburgh: William Blackwood. OCLC 29847628.
- Ferguson, Gregor (1984). 《The Paras 1940–84》. Volume 1 of Elite series. Oxford, UK: Osprey Publishing. ISBN 0-85045-573-1.
- Guard, Julie (2007). 《Airborne: World War II Paratroopers in Combat》. Oxford, UK: Osprey Publishing. ISBN 978-1-84603-196-0.
- Horn, Bernd (2010). 《Men of Steel: Canadian Paratroopers in Normandy, 1944, Canadians at War》. Toronto: Dundurn Press Ltd. ISBN 978-1-55488-708-8.
- Tugwell, Maurice (1971). 《Airborne to Battle》. London: William Kimber. ISBN 0-7183-0262-1.
- Watson, Graham; Rinaldi, Richard A (2005). 《The British Army in Germany: An Organizational History 1947–2004》. Newport Beach, California: Tiger Lily Publications LLC. ISBN 0-9720296-9-9.
- Wilson, Dare (2008). 《With the 6th Airborne Division in Palestine 1945–1948》. Barnsley, UK: Pen and Sword Military. ISBN 978-1-84415-771-6.